# Timo Walther
Timo Walther (* 20. Januar 1998 in Bangkok, Thailand) ist ein ehemaliger deutscher Eishockeyspieler, der im Verlauf seiner aktiven Karriere zwischen 2014 und 2023 unter anderem sechs Spielzeiten bei den Dresdner Eislöwen in der DEL2 aktiv war und dort annähernd 250 Partien auf der Position des Stürmers bestritten hat. Zudem spielte Walther eine Saison für die Nürnberg Ice Tigers in der Deutschen Eishockey Liga (DEL).

## Karriere

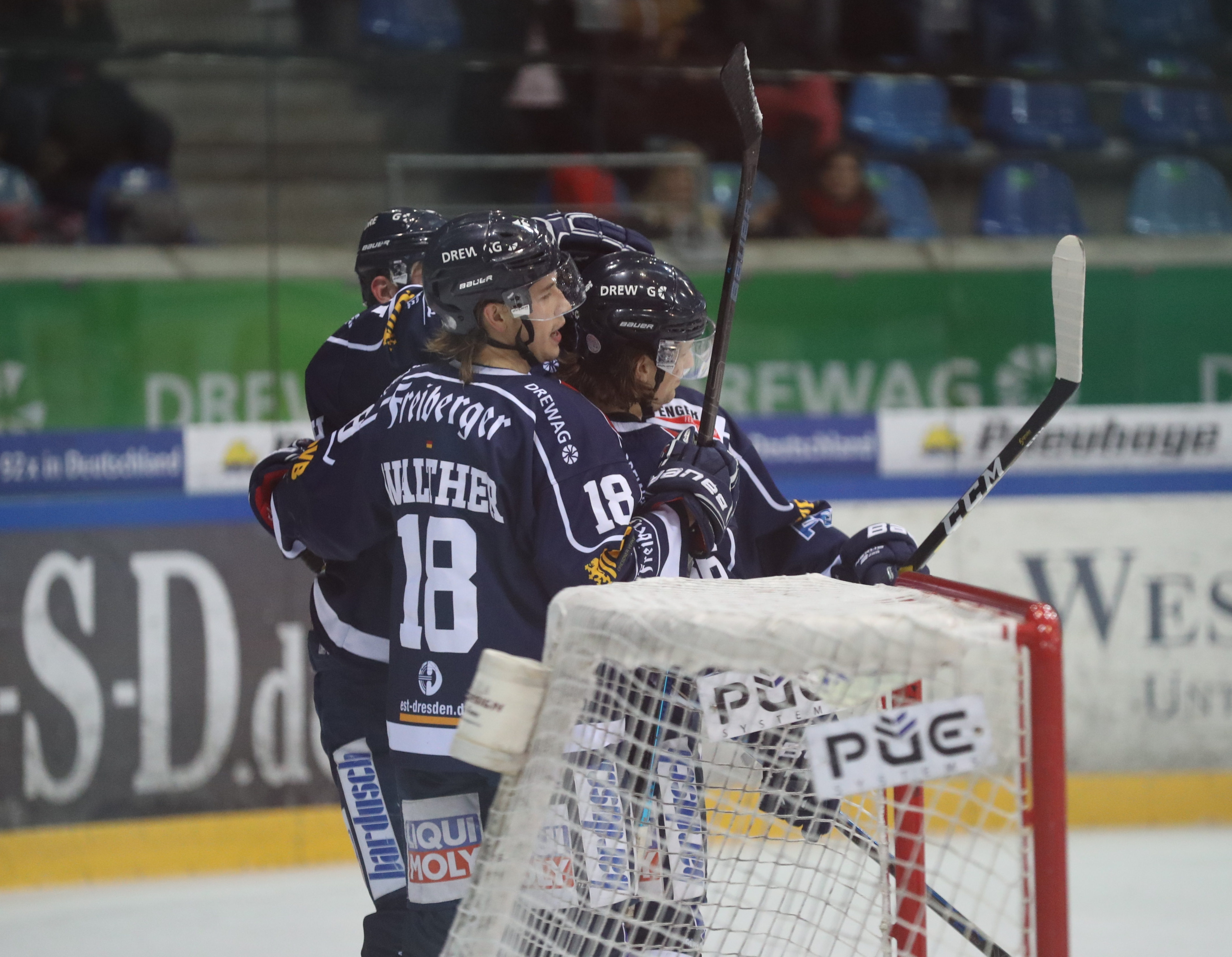
Walther (vorne) im Trikot der Dresdner Eislöwen (2019)

Timo Walther wurde im thailändischen Bangkok als Sohn eines Diplomaten-Ehepaares geboren und begann mit dem Eishockeysport im Alter von vier Jahren in der kanadischen Metropole Toronto. Später zog er mit seiner Familie nach Berlin und Peking. Erstmals trat er im Jahr 2007 als Spieler im Nachwuchs der ECC Preussen Berlin in Erscheinung, ehe er 2013 in das Schüler-Bundesliga Team des Mannheimer ERC wechselte. In den Spielzeiten 2014/15 und 2015/16 lief er für die Jungadler Mannheim in der Deutschen Nachwuchsliga (DNL) auf, mit denen er jeweils die DNL-Meisterschaft gewann.
Zur Saison 2016/17 entschied sich der Junioren-Nationalspieler, nach Nordamerika zu gehen und spielte in der North American Hockey League (NAHL) für die Minnesota Magicians. Anschließend kehrte er nach Deutschland zurück und wurde im Mai 2017 von den Dresdner Eislöwen aus der DEL2 unter Vertrag genommen. Bei den Eislöwen entwickelte er sich in den folgenden drei Jahren zu einem gestandenen DEL2-Spieler mit Einsätzen in Über- und Unterzahl. Daher erhielt er im April 2021 einen Vertrag bei den Nürnberg Ice Tigers aus der Deutschen Eishockey Liga (DEL). Aufgrund des verspäteten Saisonbeginns in der DEL wurde Walther anschließend bis Ende November 2020 an die Bayreuth Tigers aus der DEL2 ausgeliehen. In neun Spielen für Bayreuth kam er auf fünf Scorerpunkte, in der DEL erreichte er vier Scorerpunkte in 33 Partien.
Zur Saison 2021/22 kehrte Timo Walther zu den Dresdner Eislöwen in die DEL2 zurück. In den folgenden Spielzeiten hatte er dabei immer wieder mit Verletzungen zu kämpfen, so dass er in der Spielzeit 2022/23 nur 25 Spiele absolvierte und im Spieljahr darauf komplett ausfiel. Im Juli 2024 beendete er seine Karriere endgültig.

### International
Mit der deutschen U18-Nationalmannschaft nahm Timo Walther an der U18-Junioren Weltmeisterschaft der Division IA 2016 sowie mit der deutschen U20-Auswahl an der U20-Junioren-Weltmeisterschaft der Division IA 2018 teil. Während er die U18-Weltmeisterschaft 2016 mit vier Scorerpunkten auf dem zweiten Gesamtrang abschloss, reichte es beim Turnier der U20-Junioren lediglich zum dritten Platz. Dort kam er in fünf Turnierspielen zu zwei Toren und einer Vorlage.

## Erfolge und Auszeichnungen
- 2015 DNL-Meister mit den Jungadler Mannheim
- 2016 DNL-Meister mit den Jungadler Mannheim

## Karrierestatistik

### International
Vertrat Deutschland bei:
- U18-Junioren-Weltmeisterschaft der Division IA 2016
- U20-Junioren-Weltmeisterschaft der Division IA 2018

(Legende zur Spielerstatistik: Sp oder GP = absolvierte Spiele; T oder G = erzielte Tore; V oder A = erzielte Assists; Pkt oder Pts = erzielte Scorerpunkte; SM oder PIM = erhaltene Strafminuten; +/− = Plus/Minus-Bilanz; PP = erzielte Überzahltore; SH = erzielte Unterzahltore; GW = erzielte Siegtore; 1 Play-downs/Relegation; Kursiv: Statistik nicht vollständig)